# Mia Sara
Mia Sara, född Mia Sarapochiello 19 juni 1967 i Brooklyn, New York, är en amerikansk skådespelerska.

## Roller i urval
- 1983 – All My Children (TV-serie) (1 avsnitt)
- 1985 – Legenden – Mörkrets härskare
- 1986 – Fira med Ferris
- 1989 – Tills vi möts igen (miniserie)
- 1991 – By the Sword
- 1994 – Timecop
- 1995–1996 – Chicago Hope (TV-serie) (2 avsnitt)
- 2002–2003 – Gothams änglar (TV-serie) (13 avsnitt)
- 2005 – CSI: New York (TV-serie) (1 avsnitt)
- 2024 – The Life of Chuck